# Rivne (Rivne), Krasnohvardiiske
Rivne (în ucraineană Рівне) este localitatea de reședință a comunei Rivne din raionul Krasnohvardiiske, Republica Autonomă Crimeea, Ucraina.

## Demografie
Componența lingvistică a localității Rivne
     Rusă (62,7%)
     Tătară crimeeană (25%)
     Ucraineană (9,2%)
     Alte limbi (0,35%)
Conform recensământului din 2001, majoritatea populației localității Rivne era vorbitoare de rusă (62,7%), existând în minoritate și vorbitori de tătară crimeeană (25%) și ucraineană (9,2%).